# 펠릭스 미셸 멜키
George 펠릭스 로베르트 미셸 멜키(아랍어: جورج فيليكس روبير ميشيل ملكي, 스웨덴어: George Felix Robert Michel Melki, 1994년 7월 23일 ~ )는 펠릭스 미셸 멜키(스웨덴어: Felix Michel Melki, )라고도 불리며, 레바논의 축구 선수로, 현재 스웨덴의 AFC 에스킬스투나 수비수이다.

## 어린 시절
미셸 멜키는 스웨덴인 어머니와 시리아인 아버지 로버트 미셸 사이에서 스웨덴에서 태어났다. 로베르트 미셸은 팀이 아직 스웨덴 축구의 하위 디비전에 있을 때 쉬리안스카에서 뛰곤 했다. 형 알렉산데르도 축구 선수이다.
TRT World 와의 인터뷰에서 미셸 멜키는 할아버지가 레바논인이고 그의 아버지의 두 자매가 레바논에서 태어났다고 말했다.

## 국가대표팀 경력
2018년 미셸 멜키는 출신으로 인해 레바논 국적을 선택 하였고, 2018년 11월 15일 우즈베키스탄과의 경기에서 데뷔했다. 

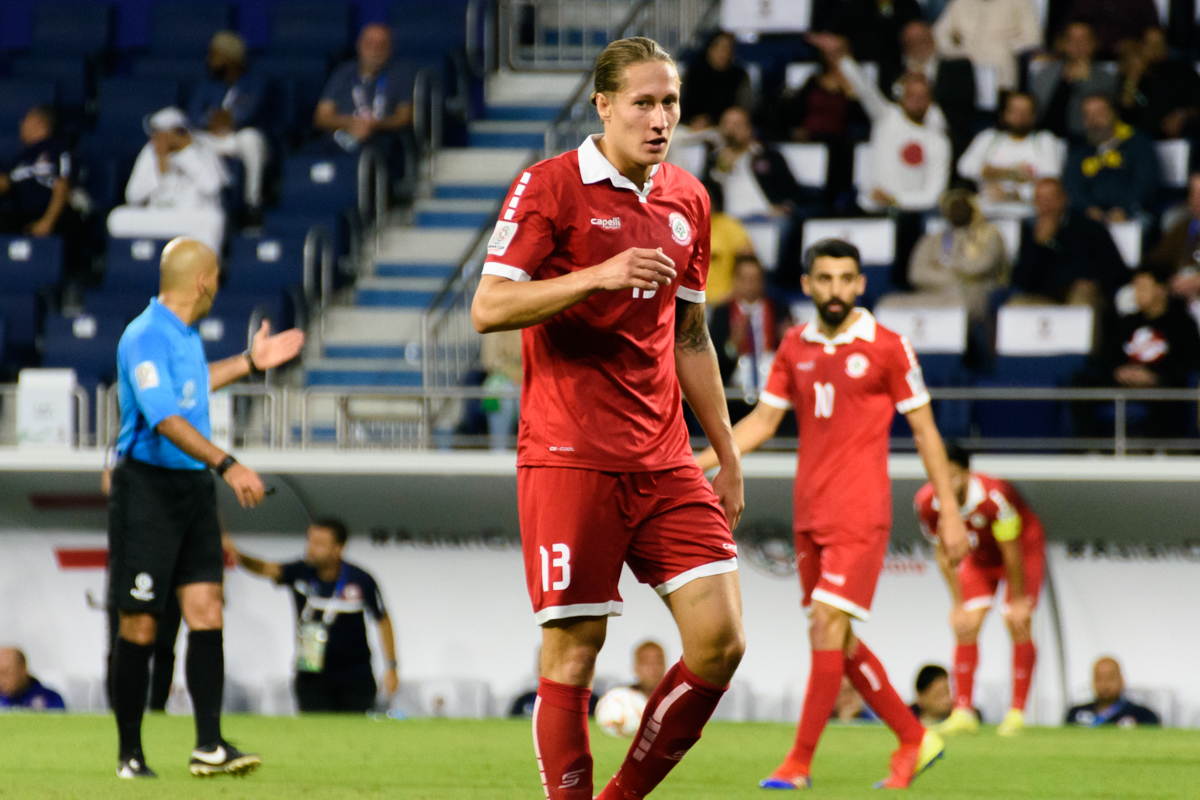
Michel Melki with Lebanon at the 2019 AFC Asian Cup

미셸 멜키는 한 달 후 형 알렉산데르와 함께 2019년 AFC 아시안컵에 소집되었다. 2019년 1월 17일, 그는 조선민주주의인민공화국과의 조별 리그에서 동점골을 터트려 4 – 1로 이겼고, 그 활약으로 맨 오브 더 매치에 선정되었다.

### 내용주
1. ↑  스웨덴에서는 펠릭스 미셸, 아랍어로는 George 멜키(아랍어: جورج ملكي)로 알려져 있다.